# On Thanksgiving Day
On Thanksgiving Day è un cortometraggio muto del 1908 diretto da Francis Boggs. È il debutto sullo schermo di Kathlyn Williams che diventerà presto uno dei nomi di punta della compagnia.

## Produzione
Il film fu prodotto dalla Selig Polyscope Company.

## Distribuzione
Distribuito dalla Selig Polyscope Company, il film - un cortometraggio di una bobina - uscì nelle sale cinematografiche statunitensi il 26 novembre 1908.